# Савенко, Юрий Владимирович
Савенко Юрий Владимирович (укр. Юрій Володимирович Савенко; род. 21 января 1992, Энергодар) — украинский игрок в мини-футбол, вратарь.

## Биография
Родился 21 января 1992 года в городе Энергодар Запорожской области. Футзалом начал заниматься с 2003 года в детском юношеском клубе «Темп-ЗАЭС», а первый профессиональный командой стал луганский «ЛТК», цвета которого защищал с 2008 по 2015 год. В этот период неоднократно вызывался в юношескую. молодёжную и национальную сборные Украины. В составе юношеской сборной выиграл турнир в Испании «Costa Dourada Cup» в 2010 году. С молодёжной сборной выиграл турнир «Петербургская осень» в 2012 году и был признан лучшим игроком в своей команде. В составе национальной сборной Украины участвовал в товарищеских играх и в отборе Евро-2016 в Азербайджане. Выступал в студенческой сборной Украины.
Выступая в харьковском «Локомотиве» и херсонском «Продэксиме» участвовал в матчах футзальной Лиги Чемпионов. Игрок сборной Украины , участвовал на Евро 2022

## Достижения
- Чемпион Украины (2017/18, 2018/19,2019/2020)
- Обладатель кубка Украины (2015/16, 2016/17 ,2019/2020)
- Обладатель Суперкубка Украины (2015/16, 2016/17 ,2020/2021)
- Серебряный призёр чемпионата Украины (2015/16,2020/2021,2022/2023)
- Бронзовый призёр чемпионата (2016/17)
- Финалист кубка Лиги 2018
- Лучший вратарь чемпионата Украины (2015)
- «Прогресс года» в чемпионате Украины (2014)
- Участник Лиги Чемпионов 2015/2016 .2017/2018, 2018/2019, 2019/2020, 2020/2021.

Игрок сборной Украины.